# Louis Fourestier
Louis (Félix André) Fourestier (31 de mayo de 1892 – 30 de septiembre de 1976) fue un director de orquesta, compositor y pedagogo francés. Fue uno de los fundadores de la Orquesta Sinfónica de París.

## Biografía
Fourestier nació en Montpellier, donde estudió violonchelo en el conservatorio local. Ingresó en el Conservatorio de París en 1909 y fue alumno de Alexandre Guilmant, Paul Dukas, André Gedalge, Paul Vidal, Xavier Leroux (armonía) y Vincent d'Indy (dirección),  ganando premios de armonía y contrapunto. En 1924 ganó el Premio Rossini por su cantata Patria. Al año siguiente consiguió el Premio de Roma por otra cantata, La mort d'Adonis, y en 1927 el Primer Gran Premio por el poema sinfónico Polynice .
Al regresar de Roma, Fourestier fue contratado como violonchelista en el Teatro Nacional de la Opéra Comique. Debutó como director en 1927, cuando se hizo cargo de la orquesta para una interpretación de Cavalleria rusticana de Pietro Mascagni. Ese mismo año fue nombrado director principal, cargo que ocupó hasta 1932  Posteriormente dirigió varias orquestas en París, Angers, Cannes y Vichy.  En 1928 cofundó la Orquesta Sinfónica de París junto con Ernest Ansermet y Alfred Cortot, antes de dar paso a Pierre Monteux. En 1938 sucedió a Philippe Gaubert como director titular de la Ópera de París, permaneciendo en el cargo hasta 1965.
Tras la Segunda Guerra Mundial, Fourestier actuó como director invitado en España, Alemania, Italia y Suiza. De 1946 a 1948 dirigió treinta y dos representaciones de Lakmé, Carmen, Fausto, Manon y Louise en el Metropolitan Opera de Nueva York y durante una gira. Entre los cantantes a los que dirigió destacan Licia Albanese, Lily Pons, Dorothy Kirsten, Bidu Sayão, Risë Stevens, Jennie Tourel, Jussi Björling, John Brownlee, Mack Harrell, Jerome Hines, Raoul Jobin, Robert Merrill, Ezio Pinza y Ramón Vinay . 
De 1945 a 1963, Fourestier fue profesor de dirección en el Conservatorio de París.  Louis Frémaux, Pierre Rolland, Yves Prin y Allain Gaussin estuvieron entre sus alumnos. A la edad de 82 años dirigió en la Iglesia de la Madeleine una celebración del 60 aniversario de la muerte del compositor Gabriel Fauré. Dos años más tarde, murió en el suburbio parisino de Boulogne-Billancourt.